# Wochern
Wochern ist ein Ortsteil der Gemeinde Perl im Landkreis Merzig-Wadern (Saarland). Zusammen mit Tettingen-Butzdorf bildet der Ortsteil einen Gemeindebezirk. Bis Ende 1973 war Wochern eine eigenständige Gemeinde.

## Geschichte
Der keltische Name des Ortes war Wochera, d. h. an den Quellen. Der Ort ist eingebettet in ein ins Moseltal abfallendes Seitental, umgeben von Trockenmauern, Streuobstwiesen und Wäldern.
Das bemerkenswerteste Bauwerk ist die katholische Filialkirche St. Nicolaus und Bernhard, ein kleiner Saalbau von 1789 mit Dachreiter, gewölbtem Rechteckchor mit Maßwerkfenster, 15. Jahrhundert, Ausstattung 15. bis 18. Jahrhundert.
Wochern ist umgeben von Buchen und Eichenwälder, Felder und Streuobstwiesen. Wochern ist auch bekannt wegen seinen Trockenmauern.
Wochern ist ebenfalls für seine zahlreichen Quellen bekannt.
Wochern ist ein typisch lothringisches Bauerndorf, das 1987 im Wettbewerb „Unser Dorf soll schöner werden“ auf Landesebene eine Goldmedaille und auf Bundesebene Silber gewann.
Im Landeswettbewerb „Unser Dorf hat Zukunft 2006“ wurde Wochern mit dem dritten Platz und einer Silbermedaille ausgezeichnet.
Im Rahmen der saarländischen Gebiets- und Verwaltungsreform wurde die bis dahin eigenständige Gemeinde Wochern am 1. Januar 1974 zusammen mit 13 anderen Gemeinden der neuen Gemeinde Perl zugeordnet.
Einwohnerentwicklung
Die Entwicklung der Einwohnerzahl von Wochern – die Werte von 1939 bis 1974 beruhen auf Volkszählungen:
| Jahr | Einwohner |
| ---- | --------- |
| 1939 | 213       |
| 1950 | 215       |
| 1961 | 203       |
| 1970 | 205       |
| 1974 | 190       |
| 2004 | 158       |
| 2010 | 188       |
| 2020 | 192       |